# Anthophora niveifascies
Anthophora niveifascies är en biart som beskrevs av Hans Hedicke 1940. Anthophora niveifascies ingår i släktet pälsbin, och familjen långtungebin. Inga underarter finns listade i Catalogue of Life.